# Drahonín
Drahonín (deutsch Drahonin) ist eine Gemeinde in Tschechien. Sie liegt 13 Kilometer nordwestlich von Tišnov und gehört zum Okres Brno-venkov.

## Geographie
Drahonín befindet sich in der Böhmisch-Mährischen Höhe. Das Dorf liegt in der Quellmulde des Baches Drahonínský potok, auch Nevěrský potok genannt. Südöstlich erheben sich die Chochola (509 m) und der Košíkov (460 m), im Osten die Horka (541 m) sowie im Nordwesten die Kraví hora (611 m). Gegen Nordosten liegt die Halde eines Uranbergwerkes. Südlich des Dorfes befinden sich an der Bobrůvka die Reste der Burgen Košíkov und Víckov.
Nachbarorte sind Olší im Nordosten, Klokočí und Litava im Osten, Kopaniny, Jilmoví und Skryje im Südosten, Šafránkův Mlýn, Havlov und Víckov im Süden, Borky und Radňoves im Südwesten, Moravecké Janovice und Krčma im Westen sowie Habří und Moravecké Pavlovice im Nordwesten.

## Geschichte
Die erste Erwähnung des Dorfes Dragnik erfolgte am 13. September 1208 zusammen mit weiteren Dörfern der Umgebung in einer Urkunde des Olmützer Bischofs Robert von England als Besitz des Štěpán von Medlov. Diese Urkunde über einen Gebietsaustausch mit dem Bistum Olmütz hat sich als nachträgliches Falsifikat erwiesen. Weitere schriftliche Erwähnungen des Ortes erfolgten 1237 als Drahonice, 1240 als Drahnice und 1259 als Drahnisch. Im Jahre 1353 wurde der Ort erstmals als Drahonin bezeichnet. Besitzer des Dorfes waren im 15. Jahrhundert die Vojna von Litava und im 16. Jahrhundert die Herren von Pernstein. Beim Niedergang des letztgenannten Geschlechts wurde Drahonin einschließlich der Mühle, Sägemühle und Brauerei im Jahre 1593 an das Kloster Porta Coeli verkauft. Bis zur Aufhebung des Klosters im Jahre 1782 blieb Drahonin klösterlicher Besitz. Im Jahre 1793 bestand das Dorf aus 27 Häusern und hatte 209 Einwohner.
Nach der Aufhebung der Patrimonialherrschaften bildete Drahonín ab 1850 eine Gemeinde im Brünner Bezirk und Gerichtsbezirk Tischnowitz. 1890 lebten in den 41 Häusern der Gemeinde 305 Menschen. Seitdem ist die Bevölkerungszahl stark rückläufig. Seit 1896 gehörte die Gemeinde zum neu gebildeten Bezirk Tischnowitz. Zu Beginn des 20. Jahrhunderts ließ František Šafránek ein Chromitbergwerk anlegen. 1930 war das Dorf auf 51 Häuser angewachsen und hatte 275 Einwohner. In den 1950er Jahren wurde nördlich des Dorfes eine Uranerzlagerstätte entdeckt und erschlossen. Nach der Auflösung des Okres Tišnov kam die Gemeinde mit Beginn des Jahres 1961 zum Okres Žďár nad Sázavou. Im Jahre 1976 wurde Drahonín nach Olší eingemeindet. Der Uranbergbau endete 1989 und ab 1991 begann die Rekultivierung der Halden. 1980 hatte Drahonín 142 Einwohner. Im Jahre 1990 entstand die Gemeinde Drahonín wieder. Seit Beginn des Jahres 2005 gehört sie zum Okres Brno-venkov.

## Gemeindegliederung
Für die Gemeinde Drahonín sind keine Ortsteile ausgewiesen. Zu Drahonín gehören die Einschichten Kopaniny und Šafránkův Mlýn.

## Sehenswürdigkeiten
- Kapelle Christus König, errichtet 1935
- Reste der Burg Košíkov bzw. Štymperk, um 1360 als Sitz der Vladiken von Košíkov errichtet. 1427 eroberte Johann von Pernstein die Burg. In der zweiten Hälfte des 15. Jahrhunderts besaß Vojna von Litava Košíkov. Beim Verkauf des Besitzes an das Kloster Porta Coeli 1593 wurde die Burg als wüst aufgeführt.
- Reste der Burg Víckov aus dem 13. Jahrhundert. Sie war Stammsitz des Geschlechts von Víckov. 1419 kaufte Hašek Ostrožský von Waldstein die Burgherrschaft Víckov. 1425 wurde die Burg während der Hussitenkriege zerstört.
- Trenckklamm (Trenckova rokle), westlich des Dorfes. In dem tiefen Seitental der Bobrůvka bildet ein kleiner Bach mehrere Wasserfälle und Kaskaden. Einer Legende zufolge soll sich der Pandurenobrist Franz von der Trenck in der Klamm vor den Truppen Maria Theresias verborgen haben.
- Wassermühle Šafránkův mlýn an der Bobrůvka, die seit 1666 nachweisliche Mühle befand sich bis 1897 im Besitz der Müllerdynastie Buchal. Der letzte Müller František Šafránek wurde in den 1950er Jahren politisch verfolgt und enteignet. Die Familie verließ daraufhin die Tschechoslowakei. Nach der Rekonstruktion dient die Mühle heute als Erholungsobjekt.
- Jägerhütte (Myslivecká chata) und Freibad, errichtet in den 1980er Jahren als Ausflugsziel. 1997 wurde sie rekonstruiert.
- Jagdhütte an der Bobrůvka, der hölzerne Bau entstand 1939 für František Šafránek nach Plänen von Bohuslav Fuchs.

## Persönlichkeiten

### Söhne und Töchter der Gemeinde
- Rudolf Balák (1894–1951), Seemann und Forschungsreisender
- Karel Fic (1946–2005), Sprachwissenschaftler und Buchautor

### Ehrenbürger
- 2007: Karel Fic (1946–2007), posthum anlässlich der Wiedereinrichtung der Gemeindebücherei, die auch seinen Namen trägt.
- 2008: František Šafránek (1914–1972) und František Šimek (1889–1975), posthum für ihre Zivilcourage im Jahre 1948

Zudem wurden im Jahre 2008 der von 1994 bis 2008 amtierende Bürgermeister František Lukášek für seine Verdiente um die Entwicklung der Gemeinde und der Bogenschütze und Goldmedaillengewinner der Paralympics 2008 David Drahonínský für die Werbung für den Gemeindenamen bei den Paralympics mit einer Ehrenanerkennung geehrt.